# 그대의 YELL
〈그대의 YELL〉(일본어: 君のYELL 키미노에루[*])는 유이카오리의 다섯 번째 싱글로 2012년 3월 14일에 킹레코드에서 발매됐다.

## 개요
〈Shooting☆Smile〉 이후 약 1년만에 발매된 싱글이다.
이 곡은 이른바 응원송으로 오구라는 “아름답고 마음에 울리는 곡”, 이시하라는 “포용력이 있는 노래”라고 말했으며, 녹음할 때에도 웃는 얼굴로 부를 것을 염두에 두었다고 한다. 녹음에서는 언니의 시선으로 부르고 있으며, 가사에도 “봐(ほら;주의를 환기시킬 때 하는 단어)”라는 연상을 방불케하는 구절이 포함되어있다. 이 때문에 이시하라는 “어른이 된 유이카오리”를 느꼈다고 한다. 또, 곡 도중에 어떻게라도 곡의 끝을
비추는 곳을 삽입하고 있는 것도 본작의 특징이다.
PV는 수험생역의 이시하사라 오구라가 맡은 카페에 공부를 하러 오는 내용이 되어있다.
싱글은 초회한정반(KICM-91385)과 통상반(KICM-1385)의 2종류의 발매로, 초회한정반에서는 〈그대의 YELL〉의 뮤직비디오를 수록한 DVD가 동봉되어있다. 또, 온라인 게임 《H.A.V.E 온라인》의 게임 속 아이템 티켓 1장이 봉입되어있다.
싱글의 커플링곡인 〈압도적인 GO!!〉는 PS3용 소프트웨어 《압도적유희 무겐소울즈》의 주제가에 기용된 곡으로, 자신의 욕구를 아무것도 생각하지 않고 가고 싶다는 의도가 담겨있다. 이시하라에 의하면 “MAX에 가까운 텐션”으로, 녹음도 아침부터의 스케줄이였기 때문에 오구라와 둘이서 의논했다고 한다. 곡조는 오구라가 “라이브에서 높아질듯한 곡”이라고 말하고 있다.

## 수록곡
| #            | 제목                               | 작사            | 작곡            | 편곡            | 재생 시간 |
| ------------ | ---------------------------------- | --------------- | --------------- | --------------- | --------- |
| 1.           | 〈그대의 YELL〉 (君のYELL)         | 나카야마 마사토 | 나카야마 마사토 | 나카야마 마사토 | 4:34      |
| 2.           | 〈압도적인 GO!!〉 (圧倒的な GO!!)  | IzaZ            | OTOKAM          | OTOKAM          | 3:47      |
| 3.           | 〈그대의 YELL (off vocal ver.)〉   |                 |                 |                 |           |
| 4.           | 〈압도적인 GO!! (off vocal ver.)〉 |                 |                 |                 |           |
| 총 재생 시간 | 총 재생 시간                       | 총 재생 시간    | 총 재생 시간    | 총 재생 시간    | 22:06     |

| #  | 제목                         | 재생 시간 |
| -- | ---------------------------- | --------- |
| 1. | 〈그대의 YELL〉 (뮤직비디오) |           |

## 타이업
- PS3용 소프트웨어 《압도적유희 무겐소울즈》 주제가 (#1)

## 출전
1. ↑  유이카오리 (2012년 4월 7일). 《유이카오리로부터의 응원가는 조금 어른 분위기 - 새로운 싱글 〈그대의 YELL〉 발표중 (1)》. (인터뷰).  “Mynavi News”. 2012년 4월 15일에 확인함.
2. 1 2  “성우 그랑프리” (2012년 4월호). 주부의 친구사: 25.
3. ↑  유이카오리 (2012년 4월 7일). 《유이카오리로부터의 응원가는 조금 어른 분위기 - 새로운 싱글 《그대의 YELL》 발매중 (2)》. (인터뷰).  “Mynavi News”. 2012년 4월 15일에 확인함.